# 永昌府

雲南省の永昌府の位置（1820年）

永昌府（えいしょうふ）は、中国にかつて存在した府。南詔から民国初年にかけて、現在の雲南省保山市一帯に設置された。

## 概要
南詔により永昌府が置かれた。大理国においても引き続き永昌府とされた。
1257年（憲宗7年）、モンゴル帝国により永平県に千戸が置かれた。1274年（至元11年）、元により永平県に永昌州が置かれた。1278年（至元15年）、永昌州は永昌府に昇格した。永昌府は雲南等処行中書省に属し、永平県1県を管轄した。
1382年（洪武15年）、明により永昌府は永昌軍民府と改められた。1385年（洪武18年）、金歯衛が兼置された。1390年（洪武23年）、永昌軍民府が廃止され、金歯衛が金歯軍民指揮使司に昇格した。1522年（嘉靖元年）、金歯軍民指揮使司が廃止され、永昌軍民府が再び置かれた。永昌軍民府は雲南省に属し、保山・永平の2県と騰越州と潞江安撫司・鎮道安撫司・楊塘安撫司・瓦甸安撫司の4安撫司と鳳渓長官司・施甸長官司・茶山長官司の3長官司を管轄した。
1765年（乾隆30年）、清により永昌軍民府は永昌府と改められた。永昌府は雲南省に属し、保山県・永平県・竜陵庁・騰越庁・孟定土府・湾甸土州・鎮康土州・孟連宣撫司・南甸宣撫司・隴川宣撫司・干崖宣撫司・盞達副宣撫司・潞江安撫司・芒市安撫司・勐卯安撫司・戸撒長官司・臘撒長官司の2庁2県1土府2土州4宣撫司1副宣撫司3安撫司2長官司を管轄した。
1913年、中華民国により永昌府は廃止された。